# Submission (Fernsehserie)
Submission ist eine amerikanische Erotik-Thriller-Serie von Jacky St. James und Paul Fishbein. Ihre Premiere war am 12. Mai 2016 auf Showtime. Es erschien eine Staffel mit insgesamt 6 Episoden.

## Handlung
Die Serie erzählt die Geschichte von Ashley, die in einer unglücklichen Beziehung lebt, und ihre Entdeckung von BDSM.

## Darsteller
- Ashlynn Yennie als Ashley Pendleton
- Justin Berti als Elliott
- Victoria Levine als Jules
- Skin Diamond als Dylan Quinn
- Kevin Nelson als Raif
- Nika Khitrova als Scarlet
- Brent Harvey als Tomas
- Richie Calhoun als Jonathan
- Sara Luvv als Maura
- Valerie Baber als Kimberly
- Boston Blake als Anthony
- Vicki Chase als Susannah
- Karla Kush als Chelsea
- Spike Mayer als Vincent
- Melissa Schumacher als Tina

## Rezeption
sw2012 schrieb auf Serienjunkies.de: „Die Erotik-Serie Submission will mit den Vorurteilen über BDSM aufräumen – und haut kräftig daneben.“